# Ołeksandr Kaplijenko
Ołeksandr Maksymowycz Kaplijenko, ukr. Олександр Максимович Каплієнко (ur. 7 marca 1996 w Zaporożu) – ukraiński piłkarz, grający na pozycji obrońcy.

## Kariera piłkarska

### Kariera klubowa
Wychowanek Metałurha Zaporoże, barwy którego bronił w juniorskich mistrzostwach Ukrainy (DJuFL). 25 lipca 2012 rozpoczął karierę piłkarską w drużynie młodzieżowej zaporoskiego klubu. 6 kwietnia 2014 debiutował w składzie pierwszej drużyny Metałurha. 17 lutego 2016 podpisał kontrakt z Metalistem Charków. 14 czerwca 2016 przeniósł się do tureckiego Alanyasporu, ale już 6 września 2016 kontrakt został anulowany. 12 grudnia 2016 dołączył do Czornomorca Odessa. 20 grudnia 2017 opuścił odeski klub. 3 marca 2018 zasilił skład beniaminka Wyższej Ligi FK Smalawiczy. 13 marca 2019 wrócił do Metałurha Zaporoże. 18 czerwca 2019 przeszedł do Dinama Tbilisi. 6 lutego 2020 został piłkarzem FK Tambow.

### Kariera reprezentacyjna
Od 2012 broni barw juniorskiej reprezentacji Ukrainy U-17 oraz U-19.

## Sukcesy

### Sukcesy klubowe
Dinamo Tbilisi
- mistrz Gruzji: 2019